# Ingeborg Zethelius
Ingeborg Sofia Carolina Zethelius, född Sparre den 13 juli 1862 på Gränsö, Loftahammars församling, Kalmar län, död den 23 juni 1923 i Örebro, var en svensk författare och tonsättare.
Zethelius, som var inspektris i folkskolekök, utgav kokböckerna Lilla hjälpredan i köket, Söndagsmat och Kalas- och vardagsmat, monogramböckerna Ny märkbok med anglosachsiska stilar och Ny märkbok med munkstilar, barnböckerna Barndomsminnen och sagor och På vikingastråt, Mönsterbok för sydda italienska spetsar med mera samt tidskrifts- och tidningsuppsatser under signaturen I. Z-s. Hon komponerade Grenadjärpolka, Sveavals och Anna lills pas de quatre.